# Estación de Port Fòrum
Port Fòrum es una estación de tranvía de las líneas T4 y T6 del Trambesòs, que circula por el norte de la comarca del Barcelonés, en Cataluña, España. Está situada sobre la avenida de Eduardo Maristany, entre la central térmica del Besós y las cocheras del Trambesòs en San Adrián del Besós. Desde la estación se puede apreciar a 20 metros las cocheras del Trambesòs y desde donde se controla todas las líneas, estaciones, cruces y semáforos del Trambesòs.

## Historia
Con el nombre inicial de Central Tèrmica del Besòs, esta estación se inauguró el 8 de mayo de 2004 con la llegada de la T4, y desde el 15 de junio de 2008 también presta servicio la T6. 
El 7 de abril de 2015 cambió su nombre a Port Fòrum, dada su proximidad a dicho puerto deportivo.

## Servicios
| << cabecera                 | < estación            | línea | estación >            | cabecera >>           |
| --------------------------- | --------------------- | ----- | --------------------- | --------------------- |
| Verdaguer                   | Campus Diagonal-Besòs |       | Estació de Sant Adrià | Estació de Sant Adrià |
| Ciutadella \| Vila Olímpica | La Mina               |       | Estació de Sant Adrià | Estació de Sant Adrià |